# دیلن موسکوویچ
دیلن موسکوویچ (انگلیسی: Dylan Moscovitch؛ زادهٔ ۲۳ سپتامبر ۱۹۸۴) اسکیت‌باز نمایشی اهل کانادا است.